# Купиновац
Купиновац је насеље у Србији у општини Свилајнац у Поморавском округу. Према попису из 2022. има 242 становника (према попису из 2011. било је 327 становника).

## Демографија
У насељу Купиновац живи 301 пунолетни становник, а просечна старост становништва износи 43,2 година (38,4 код мушкараца и 47,6 код жена). У насељу има 102 домаћинства, а просечан број чланова по домаћинству је 3,78.
Ово насеље је великим делом насељено Србима (према попису из 2002. године), а у последња три пописа, примећен је пад у броју становника.
|  |

| Демографија | Демографија | Демографија |
| Година      | Становника  | Становника  |
| ----------- | ----------- | ----------- |
| 1948.       | 762         |             |
| 1953.       | 750         |             |
| 1961.       | 690         |             |
| 1971.       | 652         |             |
| 1981.       | 583         |             |
| 1991.       | 541         | 424         |
| 2002.       | 386         | 531         |
| 2011.       | 327         |             |
| 2022.       | 242         |             |

| Етнички састав према попису из 2002.‍ | Етнички састав према попису из 2002.‍ | Етнички састав према попису из 2002.‍ | Етнички састав према попису из 2002.‍ | Етнички састав према попису из 2002.‍ |
| ------------------------------------ | ------------------------------------ | ------------------------------------ | ------------------------------------ | ------------------------------------ |
|                                      |                                      |                                      |                                      |                                      |
| Срби                                 | Срби                                 |                                      | 377                                  | 97,66%                               |
| Румуни                               | Румуни                               |                                      | 2                                    | 0,51%                                |
| непознато                            | непознато                            |                                      | 7                                    | 1,81%                                |

| Година пописа     | 1948. | 1953. | 1961. | 1971. | 1981. | 1991. | 2002. |
| ----------------- | ----- | ----- | ----- | ----- | ----- | ----- | ----- |
| Број домаћинстава | 162   | 163   | 167   | 148   | 139   | 122   | 102   |

| Број чланова      | 1  | 2  | 3  | 4  | 5  | 6  | 7 | 8 | 9 | 10 и више | Просек |
| ----------------- | -- | -- | -- | -- | -- | -- | - | - | - | --------- | ------ |
| Број домаћинстава | 16 | 17 | 17 | 15 | 13 | 12 | 9 | 2 | 1 | 0         | 3,78   |

| Пол    | Укупно | Неожењен/Неудата | Ожењен/Удата | Удовац/Удовица | Разведен/Разведена | Непознато |
| ------ | ------ | ---------------- | ------------ | -------------- | ------------------ | --------- |
| Мушки  | 140    | 30               | 96           | 9              | 4                  | 1         |
| Женски | 174    | 17               | 103          | 43             | 11                 | 0         |
| УКУПНО | 314    | 47               | 199          | 52             | 15                 | 1         |

| Пол    | Укупно                    | Пољопривреда, лов и шумарство | Рибарство                            | Вађење руде и камена | Прерађивачка индустрија       |
| ------ | ------------------------- | ----------------------------- | ------------------------------------ | -------------------- | ----------------------------- |
| Мушки  | 85                        | 55                            | 0                                    | 0                    | 8                             |
| Женски | 56                        | 42                            | 0                                    | 0                    | 1                             |
| УКУПНО | 141                       | 97                            | 0                                    | 0                    | 9                             |
| Пол    | Производња и снабдевање   | Грађевинарство                | Трговина                             | Хотели и ресторани   | Саобраћај, складиштење и везе |
| Мушки  | 2                         | 3                             | 5                                    | 1                    | 1                             |
| Женски | 0                         | 0                             | 2                                    | 2                    | 0                             |
| УКУПНО | 2                         | 3                             | 7                                    | 3                    | 1                             |
| Пол    | Финансијско посредовање   | Некретнине                    | Државна управа и одбрана             | Образовање           | Здравствени и социјални рад   |
| Мушки  | 0                         | 0                             | 2                                    | 1                    | 0                             |
| Женски | 0                         | 0                             | 0                                    | 2                    | 1                             |
| УКУПНО | 0                         | 0                             | 2                                    | 3                    | 1                             |
| Пол    | Остале услужне активности | Приватна домаћинства          | Екстериторијалне организације и тела | Непознато            | Непознато                     |
| Мушки  | 0                         | 1                             | 0                                    | 6                    | 6                             |
| Женски | 0                         | 1                             | 0                                    | 5                    | 5                             |
| УКУПНО | 0                         | 2                             | 0                                    | 11                   | 11                            |